# Agnietenklooster (Utrecht)
Het Agnietenklooster is een voormalig klooster in de Nederlandse stad Utrecht. Het staat in de Agnietenstraat en de huidige bestemming is het hoofdgebouw van het Centraal Museum.

## Geschiedenis
Het klooster, gesticht in 1420, bevindt zich dicht bij de Nicolaïkerk en werd in eerste instantie bevolkt door nonnen uit het Ceciliaklooster aan de Neude. Het klooster was gewijd aan de heilige Agnes. De kloosterkapel, voltooid in 1516, is een fraai voorbeeld van een dubbelkapel, waarbij de bovenkapel gereserveerd was voor de nonnen en de benedenkapel voor bezoekers. Het priesterkoor was ongedeeld. Na de reformatie werd het klooster in eerste instantie ongemoeid gelaten. Rond 1613 kreeg het gebouw onder andere een bestemming als expositiezaal voor schilders, schoolgebouw en fabriek. In 1674 bepaalde het stadsbestuur dat het een weeshuis werd voor Ambachtskinderen, gewoonlijk vondelingen of kinderen van ouders die geen burger van de stad waren. Er waren zo'n 280 kinderen ondergebracht, de omstandigheden in het weeshuis waren meestal schrijnend. Het weeshuis hield in 1825 op te bestaan. Rond 1829 werd er een kazerne voor 280 cavaleriesoldaten gehuisvest. Na de grote verbouwing in 1921 werd het onderdeel van het Centraal Museum.
Agnietenklooster · Andreasklooster · Sint-Barbaraklooster · Begijnhof · Klooster Bethlehem · Brigittenklooster · Catharijneconvent · Ceciliaklooster · Cellebroedersklooster · Klooster Cenakel · Duitse Huis · Hieronymusconvent · Jeruzalemklooster · Karmelietenklooster · Kathedraalschool · Maria Magdalenaklooster · Mariëndaal · Minderbroederklooster · Nieuwlicht · Sint-Nicolaasklooster · Paulusabdij · Predikherenklooster · Regulierenklooster · Sint-Servaasabdij · Sint-Stevensabdij · Sint Ursulaklooster · Vredendaal · Wittevrouwenklooster